# Nyctemera cenis
Nyctemera cenis là một loài bướm đêm thuộc phân họ Arctiinae, họ Erebidae.